# Martynia
- Commons
- Wikispecies

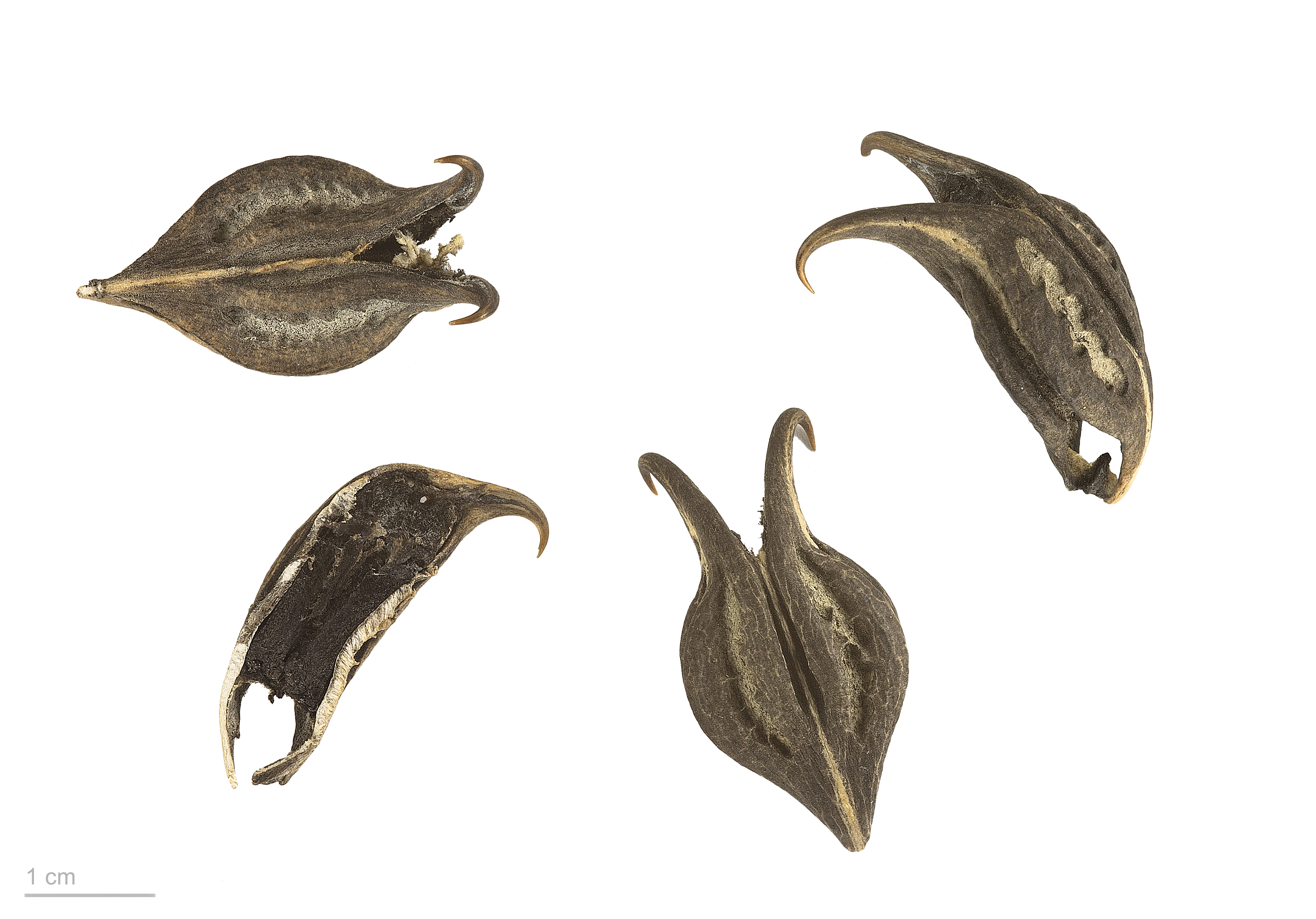
Martynia annua - MHNT

Martynia L. é um género botânico pertencente à família Martyniaceae.

## Espécies
Martynia aculeata Martynia alternifolia Martynia altheaefolia
Martynia angulosa Martynia annua Martynia arenaria
Martynia botterii Martynia capensis Martynia caulescens
Martynia confusa Martynia craniolaria Martynia diandra
Martynia driandra Martynia fallax Martynia fragrans
Martynia fruticosa Martynia hirsuta Martynia integrifolia
Martynia jussieui Martynia lanceolata Martynia longiflora
Martynia louisiana Martynia louisianica Martynia lutea
Martynia montevidensis Martynia nelsoniana Martynia pallida
Martynia palmeri Martynia parviflora Martynia perennis
Martynia proboscidea Martynia sinaloensis Martynia spathacea
Martynia speciosa Martynia triloba Martynia unguis
Martynia violacea Martynia zanguebarica
- «Lista completa»

## Classificação do gênero
| Sistema | Classificação                        | Referência               |
| ------- | ------------------------------------ | ------------------------ |
| Linné   | Classe Didynamia, ordem Angiospermia | Species plantarum (1753) |